# Altersberg (Schnelldorf)
Altersberg (auch Schafhof genannt) ist ein Gemeindeteil der Gemeinde Schnelldorf im Landkreis Ansbach (Mittelfranken, Bayern). Altersberg liegt in der Gemarkung Haundorf.

## Geographie
Der Weiler liegt auf dem Kesselberg-Kreßberg-Rücken, der Teil der Frankenhöhe ist. Unmittelbar östlich entspringen der Kränzleinsbach, ein linker Zufluss des Rotbachs, und der Rotbach, ein rechter Zufluss der Ampfrach. Ein Anliegerweg führt zur Kreisstraße AN 38 (0,4 km südöstlich), die unmittelbar südlich in die Staatsstraße 1066 mündet bzw. nach Haundorf verläuft (0,9 km westlich).

## Geschichte
Altersberg lag im Fraischbezirk des Ansbachischen Oberamtes Feuchtwangen. Im Jahre 1732 war der Schafhof mit doppelter Mannschaft besetzt. Grundherr war das ansbachische Vogtamt Ampfrach. An diesen Verhältnissen hatte sich bis zum Ende des Alten Reiches nichts geändert. Von 1797 bis 1808 unterstand der Ort dem Justiz- und Kammeramt Feuchtwangen.
Mit dem Gemeindeedikt (frühes 19. Jahrhundert) wurde Altersberg dem Steuerdistrikt Unterampfrach und der Ruralgemeinde Haundorf zugeordnet. Im Zuge der Gebietsreform in Bayern wurde Altersberg am 1. Januar 1972 nach Schnelldorf eingemeindet.

## Einwohnerentwicklung
| Jahr      | 001818 | 001840 | 001861 | 001871 | 001885 | 001900 | 001925 | 001950 | 001961 | 001970 | 001987 | 002014 |
| Einwohner | 26     | 15     | 20     | 17     | 24     | 19     | 23     | 22     | 11     | 8      | 14     | 10     |
| Häuser    | 2      | 2      |        |        | 3      | 3      | 3      | 3      | 3      |        | 3      |        |
| Quelle    | [ 9 ]  | [ 10 ] | [ 11 ] | [ 12 ] | [ 13 ] | [ 14 ] | [ 15 ] | [ 16 ] | [ 17 ] | [ 18 ] | [ 19 ] |        |

## Religion
Der Ort ist seit der Reformation evangelisch-lutherisch geprägt und bis heute nach St. Sebastian und St. Veit (Unterampfrach) gepfarrt. Die Einwohner römisch-katholischer Konfession sind nach St. Ulrich und Afra (Feuchtwangen) gepfarrt.